# Urariopsis
Urariopsis là một chi thực vật có hoa trong họ Đậu.